# Tiro nos Jogos Paralímpicos de Verão de 2012 - Pistola 50 m misto SH1
A prova de pistola 50 metros misto na classe SH1 do tiro nos Jogos Paralímpicos de Verão de 2012 foi disputada no dia 6 de setembro no The Royal Artillery Barracks, em Londres.

## Medalhistas
| Ouro   | KOR Park Sea-Kyun      |
| Prata  | RUS Valery Ponomarenko |
| Bronze | CHN Ni Hedong          |

## Resultados

### Fase de qualificação
| Pos. | Atleta                                 | G | 1  | 2  | 3  | 4  | 5  | 6  | Total | Notas |
| ---- | -------------------------------------- | - | -- | -- | -- | -- | -- | -- | ----- | ----- |
| 1    | KOR Park Sea-Kyun                      | M | 91 | 90 | 92 | 93 | 92 | 92 | 550   | Q     |
| 2    | RUS Valery Ponomarenko                 | M | 92 | 89 | 87 | 90 | 93 | 93 | 544   | Q     |
| 3    | CHN Li Jianfei                         | M | 86 | 88 | 93 | 87 | 94 | 87 | 535   | Q     |
| 4    | CHN Ni Hedong                          | M | 91 | 92 | 92 | 78 | 90 | 92 | 535   | Q     |
| 5    | POL Wojciech Kosowski                  | M | 88 | 89 | 90 | 84 | 92 | 90 | 533   | Q     |
| 6    | CHN Ru Decheng                         | M | 88 | 86 | 92 | 90 | 92 | 84 | 532   | Q     |
| 7    | TUR Muharrem Korhan Yamaç              | M | 90 | 81 | 90 | 92 | 92 | 87 | 532   | Q     |
| 8    | RUS Sergey Malyshev                    | M | 90 | 88 | 88 | 86 | 90 | 89 | 531   | Q     |
| 9    | ITA Giancarlo Iori                     | M | 87 | 85 | 89 | 90 | 89 | 90 | 530   |       |
| 10   | ITA Marco Pusinich                     | M | 88 | 84 | 90 | 93 | 83 | 91 | 529   |       |
| 11   | SUI Paul Schnider                      | M | 87 | 90 | 89 | 84 | 89 | 87 | 526   |       |
| 12   | KOR Seo Young-Kyun                     | M | 92 | 84 | 81 | 88 | 89 | 88 | 522   |       |
| 13   | HUN Gyula Gurisatti                    | M | 87 | 91 | 84 | 82 | 88 | 88 | 520   |       |
| 14   | TUR Cevat Karagöl                      | M | 83 | 86 | 89 | 89 | 84 | 88 | 519   |       |
| 15   | ESP Francisco Ángel Soriano San Martín | M | 86 | 84 | 87 | 85 | 87 | 90 | 519   |       |
| 16   | HUN Krisztina Dávid                    | F | 90 | 86 | 85 | 88 | 83 | 85 | 517   |       |
| 17   | MKD Olivera Nakovska-Bikova            | F | 88 | 84 | 87 | 84 | 88 | 84 | 515   |       |
| 18   | AZE Akbar Muradov                      | M | 82 | 90 | 84 | 90 | 88 | 81 | 515   |       |
| 19   | KOR Lee Ju-Hee                         | M | 85 | 80 | 85 | 79 | 96 | 89 | 514   |       |
| 20   | UKR Yelena Taranova                    | F | 83 | 86 | 82 | 87 | 85 | 90 | 513   |       |
| 21   | UKR Vadym Nesterenko                   | M | 86 | 79 | 90 | 82 | 86 | 88 | 511   |       |
| 22   | SRB Živko Papaz                        | M | 75 | 81 | 86 | 90 | 89 | 89 | 510   |       |
| 23   | USA Eric Hollen                        | M | 85 | 83 | 80 | 80 | 81 | 90 | 499   |       |
| 24   | TUR Yunus Bahceci2                     | M | 83 | 75 | 79 | 86 | 83 | 89 | 495   |       |
| 25   | AUT Hubert Aufschnaiter                | M | 84 | 79 | 83 | 84 | 77 | 87 | 494   |       |
| 26   | CUB Marino Heredia                     | M | 78 | 87 | 84 | 76 | 82 | 86 | 493   |       |
| 27   | MKD Vanco Karanfilov                   | M | 80 | 87 | 81 | 82 | 77 | 85 | 492   |       |
| 28   | NOR Bjørn Morten Hagen                 | M | 78 | 76 | 82 | 80 | 87 | 88 | 491   |       |
| 29   | GER Frank Heitmeyer                    | M | 83 | 69 | 87 | 72 | 79 | 80 | 470   |       |

### Fase final
- Todos os atletas classificados para a fase final eram homens.

| Pos.   | Atleta                    | Qual. | 1    | 2    | 3    | 4    | 5    | 6   | 7    | 8    | 9    | 10   | Final | Total |
| ------ | ------------------------- | ----- | ---- | ---- | ---- | ---- | ---- | --- | ---- | ---- | ---- | ---- | ----- | ----- |
| Ouro   | KOR Park Sea-Kyun         | 550   | 8.7  | 10.2 | 8.3  | 7.4  | 9.1  | 8.7 | 10.2 | 9.1  | 10.4 | 10.3 | 92.4  | 642.4 |
| Prata  | RUS Valery Ponomarenko    | 544   | 8.1  | 8.1  | 8.7  | 8.3  | 9.6  | 7.9 | 8.8  | 10.5 | 9.2  | 10.0 | 89.2  | 633.2 |
| Bronze | CHN Ni Hedong             | 535   | 9.5  | 6.5  | 7.0  | 10.3 | 9.9  | 9.1 | 9.1  | 10.3 | 9.9  | 8.7  | 90.3  | 625.3 |
| 4      | CHN Li Jianfei            | 535   | 9.3  | 7.7  | 9.6  | 8.3  | 8.8  | 8.7 | 9.1  | 10.1 | 8.3  | 9.6  | 89.5  | 624.5 |
| 5      | TUR Muharrem Korhan Yamaç | 532   | 10.2 | 7.1  | 9.3  | 10.5 | 10.4 | 9.4 | 8.6  | 10.2 | 8.6  | 7.5  | 91.8  | 623.8 |
| 6      | RUS Sergey Malyshev       | 531   | 10.4 | 8.7  | 10.6 | 9.6  | 9.1  | 8.0 | 10.7 | 9.3  | 7.1  | 8.8  | 92.3  | 623.3 |
| 7      | POL Wojciech Kosowski     | 533   | 9.0  | 9.4  | 9.8  | 7.0  | 9.5  | 9.3 | 10.2 | 8.5  | 9.1  | 8.5  | 90.3  | 623.3 |
| 8      | CHN Ru Decheng            | 532   | 0.0  | 8.9  | 9.5  | 8.0  | 8.8  | 8.2 | 8.9  | 8.6  | 9.3  | 10.4 | 80.6  | 612.6 |

Legenda
| Recorde mundial      | Recorde mundial (World record)               |                       | Recorde africano                      | Recorde africano (African) |                                           | Q | Classificado por posição (Qualified) |
| Recorde paralímpico  | Recorde paralímpico (Paralympic record)      | Recorde da América    | Recorde da América (Americas)         | q                          | Classificado por melhor tempo (Qualified) |   |                                      |
| Melhor marca do ano  | Melhor marca do ano (World leading)          | Recorde asiático      | Recorde asiático (Asian)              | DNS                        | Não largou (Did not start)                |   |                                      |
| Recorde nacional     | Recorde nacional (National record)           | Recorde europeu       | Recorde europeu (European)            | DNF                        | Não terminou (Did not finish)             |   |                                      |
| Recorde pessoal      | Recorde pessoal do atleta (Personal best)    | Recorde da Oceania    | Recorde da Oceania (Oceania)          | DSQ / DQ                   | Desclassificado (Disqualified)            |   |                                      |
| Recorde da temporada | Recorde da temporada do atleta (Season best) | Recorde sul-americano | Recorde sul-americano (South America) | NM                         | Sem marca (No mark)                       |   |                                      |